# Olympic Tower
L'Olympic Tower è un grattacielo situato a Manhattan, lungo la Fifth Avenue, all'altezza della 51th street, accanto alla celebre Cattedrale di San Patrizio. 

## Storia
Finanziato da Aristotele Onassis, l'edificio fu progettato dallo studio di architettura Skidmore, Owings and Merrill nel 1976. Tra gli occupanti più noti, vi sono la NBA, con la sua sede, poi la famiglia Gucci, che ancora possiede un esclusivo attico su due piani e, fino ai primi anni novanta del Novecento, ha ospitato anche l'atelier del celebre stilista americano Roy Halston. Lo stesso Aristotele Onassis, finanziatore e primo proprietario del grattacielo, ha posseduto un appartamento nell'edificio. Per i suoi prestigiosi inquilini, l'ubicazione e la struttura, è considerato uno dei più lussuosi grattacieli della città.

## Descrizione

### Esterno
L'edificio sorge sulla 5th Avenue, all'incrocio con la 51th Street, assai vicino alla Cattedrale di San Patrizio. 
Con un'altezza di 189 metri, conta 51 piani ed è caratterizzato dalle superfici completamente rivestite da vetri brunati. 

### Interno
L'edificio contiene 225 appartamenti e più di 23.000 metri quadri di spazi destinati a uffici e attività commerciali, per una superficie complessiva di 92.900 metri quadri. Il 50º e il 51º e ultimo piano sono parzialmente occupati dall'attico da 800 metri quadri di proprietà della famiglia Gucci.